# Hans Benzler
Hans Benzler (* 9. März 1936; † 13. Oktober 2017) war ein deutscher Fußballspieler auf der Position des Torhüters. Von 1958 bis 1970 absolvierte er für den VfR Mannheim und Bayer 04 Leverkusen insgesamt 344 Punktspiele in der Fußball-Oberliga Süd beziehungsweise Fußball-Regionalliga Süd sowie der Fußball-Regionalliga West.

## Laufbahn

### Jugend, Amateur und Mannheim, bis 1967
Bei der SpVg Beckum durchlief der junge Torhüter die verschiedenen Jugendklassen und sammelte auch die ersten Erfahrungen im Seniorenbereich. In der Saison 1956/57 gewann er mit der Spielvereinigung in der Verbandsliga Westfalen die Meisterschaft. Er verließ die Münsterländer zur Saison 1958/59 und schloss sich dem VfR Mannheim in der damals erstklassigen Oberliga Süd an. 
Der damalige VfR-Trainer Hans Schmidt eröffnete am 17. August 1958 die Oberligarunde mit Torhüter Benzler im Heimspiel gegen den SSV Reutlingen. Die alten Meisterspieler Ernst Langlotz und Rudolf de la Vigne standen noch an der Seite von Torhüter Benzler und Torjäger Ernst-Otto Meyer. Am Rundenende hatte der Neuzugang 20 Ligaspiele absolviert und die Rasenspieler belegten den achten Rang. In den vier abschließenden Runden des alten erstklassigen Oberligasystems, 1959/60 bis 1962/63, fehlte Benzler unter den Trainern Philipp Rohr und Helmut Kronsbein in keinem Punktspiel. Das letzte Oberligaspiel mit dem VfR trug Benzler am 12. Mai 1963 beim Nachholspiel gegen Ulm 1846 aus. Von 1958 bis 1963 hatte der Mann aus Beckum 140 Oberligaspiele für den VfR Mannheim absolviert. Da die Blau-Weiß-Roten sich nicht für die neue Fußball-Bundesliga ab der Saison 1963/64 qualifizieren konnten, trug Benzler mit dem VfR ab diesem Zeitpunkt in der zweitklassigen Regionalliga Süd die Verbandsspiele aus. Vier Runden, 1963/64 bis 1966/67, hütete der zuverlässige Keeper in der Regionalliga für den VfR das Tor. Die unangefochtene Nummer eins im VfR-Tor absolvierte 134 Regionalligaspiele. Mit dem Spiel am 14. Mai 1967 beim FC Schweinfurt 05 beendete Benzler seine Zeit in Mannheim. Mit Trainer Oswald Pfau und Mitspielern wie Günter Rehbein, Wolfgang Platz, Klaus Beckfeld, Franz Schäffner und Heinz Schmitt belegte der Ex-Meister der Saison 1948/49 den fünften Rang. Im Sommer 1967 wechselte Benzler zu Bayer 04 Leverkusen in die Fußball-Regionalliga West.

### Leverkusen, 1967 bis 1970
Der Tabellenzehnte der abgelaufenen Runde baute zur Saison 1967/68 seinen Spielerkader um. Neben Benzler kamen auch noch Karl-Heinz Brücken, Friedhelm Strzelczyk, Klaus Görtz, Peter Rübenach und Willi Haag nach Leverkusen. Der damalige Trainer Theo Kirchberg, ein ehemaliger Ligaspieler und Werksportlehrer, wird mit folgender Zustandsbeschreibung zitiert: „Die Neulinge wurden von uns längere Zeit beobachtet und allesamt billig eingekauft. So kostete Torwart Hans Benzler damals knapp 10.000 Mark an Ablöse, kam ohne Handgeld und für ein Grundgehalt von 320 Mark monatlich plus Studienbeihilfe. Alles andere musste durch gute Einsätze dazu verdient werden. Große Sprünge konnten wir auch gar nicht machen, denn neben den Spieleinnahmen standen uns damals ganze 150.000 Mark als Zuschuss des Hauptvereins zur Verfügung“.
Die Elf mit dem Bayer-Kreuz eröffnete die Saison, mit Benzler im Tor, am 13. August 1967 mit einem 2:1-Heimerfolg gegen Viktoria Köln. Das Spitzenspiel am 24. September 1967 gegen Rot-Weiss Essen verloren Benzler und Kollegen, vor 17.000 Zuschauern im Ulrich-Haberland-Stadion, mit 0:3. Die von Trainer Erich Ribbeck formierte RWE-Offensive um Willi Lippens, Helmut Littek und Günter Pröpper war von Bayer-Abwehrchef Leo Wilden und seinen Helfern an diesem Tag nicht zu stoppen. Acht Tage später, den 1. Oktober, wurde die Heimniederlage aber durch den 1:0-Auswärtserfolg beim weiteren Mitkonkurrenten um die Tabellenspitze, Rot-Weiß Oberhausen, wettgemacht. Benzler absolvierte 33 Ligaspiele und Leverkusen entschied am Rundenende mit dem besseren Torverhältnis gegen Rot-Weiss Essen das Meisterschaftsrennen mit jeweils 52:16 Punkten für sich. Mit einem Punkt weniger landete Oberhausen auf dem dritten Rang.
In die Aufstiegsrunde startete der Westmeister am 18. Mai 1968 mit einem 4:2-Auswärtserfolg gegen Tennis Borussia Berlin. Das entscheidende Spiel verlor Benzler mit seinen Mannschaftskameraden Haag, Günter Haarmann, Görtz, Wilden, Helmut Röhrig, Helmut Brücken, Helmut Richert, Karl-Heinz Brücken, Fredi Hennecken und Strzelczyk am 9. Juni auf dem Bieberer Berg gegen Kickers Offenbach mit 1:2. Vor 30.000 Zuschauern gelang dem OFC-Linksaußen Gerd Becker in der 90. Spielminute der Siegtreffer zum 2:1-Erfolg und damit dem Aufstieg der Hessen in die Bundesliga. Benzler hatte alle acht Aufstiegsrundenspiele für Leverkusen bestritten.
In seinem zweiten Jahr bei Bayer belegte der Titelverteidiger den achten Rang. In der Saison 1969/70 übernahm Dieter Ferner die Rolle des Stammtorhüters und Benzler beendete nach acht weiteren Regionalligaeinsätzen seine höherklassige Spielerlaufbahn. Insgesamt bestritt er von 1967 bis 1970 für Leverkusen 70 Regionalligaspiele in der damaligen Zweitklassigkeit.

## Beruf und Trainer
Nach seinem Karriereende kehrte Benzler nach Mannheim zurück und war beim Sport- und Bäderamt angestellt. Unter Philipp „Fips“ Rohr war er in den 1970er Jahren Assistenztrainer beim SV Waldhof. Von 1988 bis 1998 trainierte er den SC Pfingstberg. 